# Kampf (Möckern)
Kampf ist ein Ortsteil von Möckern im Landkreis Jerichower Land in Sachsen-Anhalt.

## Geographie
Das kleine Dorf liegt zwei Kilometer westlich von Ziepel in einer offenen Agrarlandschaft. Bis zur Stadt Möckern im Osten ist es auf kürzestem Weg gut zehn Kilometer weit. In der näheren Umgebung liegt das Dorf Büden nur einen Kilometer westlich und das Dorf Nedlitz gut zwei Kilometer südwestlich entfernt. Letzteres allerdings bereits jenseits der Stadtgrenze und zu Gommern gehörend.
Naturräumlich gehört der Ort zum Zerbster Land, einer ackergeprägten offenen Kulturlandschaft und 536 km² großen Haupteinheit der übergeordneten Haupteinheitengruppe des Fläming im norddeutschen Tiefland. Das Zerbster Land bildet die Südwestabdachung des Flämings zur Elbe und gehört zum Einzugsgebiet dieses Flusses.

## Geschichte
Vor dem Tilsiter Frieden im Jahre 1807 gehörte der Ort zum Territorium der Provinz Magdeburg. Während der westphälischen Zwischenherrschaft (1807–1813) war er Teil der Kurmark. Im Dezember des Jahres 1861 hatte der Amthof Kampf bei Nedlitz insgesamt 58 Einwohner und zwölf Feuerstellen. Er war eingepfarrt zum evangelischen Kirchspiel Nedlitz, welches zum Superintendentur-Bezirk und zum Post-Bestell-Bezirk in Möckern gehörte. Das zuständige Hauptgericht der I. Instanz befand sich in Burg und das Appellgericht in Magdeburg. Das damals vorgeschriebene Militär-Verhältnis ordnete die Einwohner der 7. Compagnie des 2. Bataillons vom Regiment Nr. 26 der I. Magdeburger Landwehr zu.
Bis zur Eingemeindung am 1. Januar 2003 war das Dorf ein Ortsteil der Gemeinde Ziepel, heute ebenfalls ein Ortsteil der Stadt Möckern.